# Andreas Latzko
Andreas Latzko in ungherese Latzkó Andor (Budapest, 1º settembre 1876 – Amsterdam, 11 settembre 1943) è stato uno scrittore austro-ungarico pacifista.
Dopo aver studiato nella sua città natale si unì come volontario all'esercito austro-ungarico come ufficiale della riserva presso l'Ersatzheer per un anno. Si trasferì poi a Berlino per frequentare l'università, passando dagli studi di chimica a quelli di filosofia.
In questa città riuscì a pubblicare il suo primo lavoro in tedesco, un atto unico teatrale. In precedenza aveva scritto molti lavori nella sua lingua d'origine, l'ungherese. Ebbe modo di viaggiare in Egitto, in India e a Giava in qualità di giornalista.
Nel 1914, allo scoppio della Grande Guerra, rientrò nell'esercito: dapprima fu inviato in Egitto e nel 1915, all'entrata in guerra dell'Italia, sul fronte del fiume Isonzo. Nonostante si fosse ammalato di malaria, venne allontanato dal fronte solo dopo un grave trauma dovuto ad un attacco dell'artiglieria italiana.
Dopo 6 mesi di ospedale venne trasferito nella cittadina svizzera di Davos per un ulteriore periodo di cure. 
Durante la degenza iniziò a scrivere "Uomini in guerra" nel quale ricordava le sue esperienze militari. 
Il libro, pubblicato anonimo nel 1917 presso un editore di Zurigo, venne notato e recensito con entusiasmo dallo scrittore Karl Kraus e divenne ben presto un grande successo editoriale internazionale e fu tradotto in 19 lingue. 
Ma nei paesi coinvolti dalla guerra venne bandito e l'autore subì l'onta di essere degradato dal suo esercito. 
Nonostante questi problemi il libro venne pubblicato di nuovo nel 1918 con notevole successo mentre l'autore si dedicò a nuovi libri raccontando ancora della vita dei soldati sui campi di battaglia ed uno dedicato alle donne in guerra.
Durante il soggiorno svizzero Latzko conobbe Felix Beran, Romain Rolland e Stefan Zweig,
Dopo la guerra si trasferì a Monaco di Baviera ma fu espulso per aver sostenuto la "Repubblica dei consigli" (Bayerischen Räterepublik), e si stabilì a Salisburgo dove incontrò Georg Friedrich Nicolai, lavorando come giornalista.
Nel 1931 si trasferì ad Amsterdam nei Paesi Bassi, ove visse fino alla morte avvenuta nel 1943.
I suoi libri furono bruciati dai nazisti dopo la presa del potere nel 1933.

## Opere
- Hans im Glück, commedia teatrale - data di pubblicazione ignota.
- Der Roman der Herrn Cordé, data di pubblicazione ignota.
- Apostel, commedia teatrale - data di pubblicazione ignota.
- Uomini in guerra (Menschen im Krieg) (1917).
- Friedensgericht (1918).
- Der wilde Mann (1918).
- Frauen im Krieg (1918), saggio.
- Sieben Tage (1931).
- Marcia Reale (1932).
- Lafayette (1935).